# Bernt Johansson
Pour les articles homonymes, voir Johansson.
Bernt Johansson, né le 18 avril 1953 à Göteborg, est un ancien coureur cycliste amateur puis professionnel suédois. Johansson est sociétaire au club cycliste local du Mariestadtcyklisten.

## Palmarès sur route

### Palmarès amateur
- 1971
  - 2e du championnat des Pays nordiques sur route juniors
- 1972
  - 2e du championnat de Suède sur route
- 1973
  - Champion des Pays nordiques du contre-la-montre par équipes
  -  Champion de Suède du contre-la-montre par équipes
  - Östgötaloppet
  - Sex-Dagars :
    - Classement général
    - 2e et 4e étapes

  - 12e étape du Tour d'Algérie
  - 2e de la Milk Race
- 1974
  -  Champion du monde du contre-la-montre par équipes (avec Tord Filipsson, Lennart Fagerlund et Sven-Åke Nilsson)
  -  Champion de Suède sur route
  - Östgötaloppet
- 1975
  - Champion des Pays nordiques du contre-la-montre par équipes
  -  Champion de Suède du contre-la-montre par équipes
  - Milk Race
    - Classement général
    - 8e étape

  - 2ea étape des Sex-Dagars
  - 3e du Grand Prix d'Annaba
- 1976
  -  Champion olympique de la course en ligne
  - Champion des Pays nordiques sur route
  - Champion des Pays nordiques du contre-la-montre par équipes
  -  Champion de Suède du contre-la-montre par équipes
  - 7e étape de la Milk Race
  - 7e étape du Tour du Maroc
  - 3e du Grand Prix d'Annaba

### Palmarès professionnel
| - 1977 - Tour du Levant : - Classement général - 2e étape - Grand Prix de Forli (contre-la-montre) - Trophée Baracchi (avec Carmelo Barone) - 2e du Tour d'Émilie - 3e du Trofeo Laigueglia - 3e du Grand Prix de l'industrie et du commerce de Prato - 3e du Tour du Piémont - 3e du Tour de Vénétie - 1978 - Grand Prix de l'industrie et du commerce de Prato - Grand Prix de Forli (contre-la-montre) - Tour d'Émilie - 2e du Tour du Latium - 2e du Tour de Lombardie - 3e du Tour de Vénétie - 3e du Trophée Baracchi (avec Gianbattista Baronchelli) - 3e du Grand Prix de Lugano - 9e du Tour d'Italie | - 1979 - 11e et 14e étapes du Tour d'Italie - Grand Prix de l'industrie et du commerce de Prato - 2e du Tour de la province de Reggio de Calabre - 3e de la Flèche wallonne - 3e du Tour des Apennins - 3e du Tour d'Italie - 3e de la Coppa Placci - 1980 - 5eb étape du Tour d'Andalousie - Tour du Latium - 2e du Tour d'Andalousie - 7e de Tirreno-Adriatico - 1981 - 2e du Tour de la province de Reggio de Calabre |

### Résultats sur les grands tours

#### Tour d'Italie
5 participations
- 1977 : 20e
- 1978 : 9e
- 1979 : 3e, vainqueur des 11e et 14e étapes
- 1980 : abandon (18e étape)
- 1981 : abandon (11e étape)

#### Tour de France
1 participation
- 1979 : abandon (3e étape)

## Palmarès en VTT
- 1991
  - 9e du championnat du monde de cross-country
- 1993
  -  Champion de Suède de cross-country